# Herzzentrum Leipzig

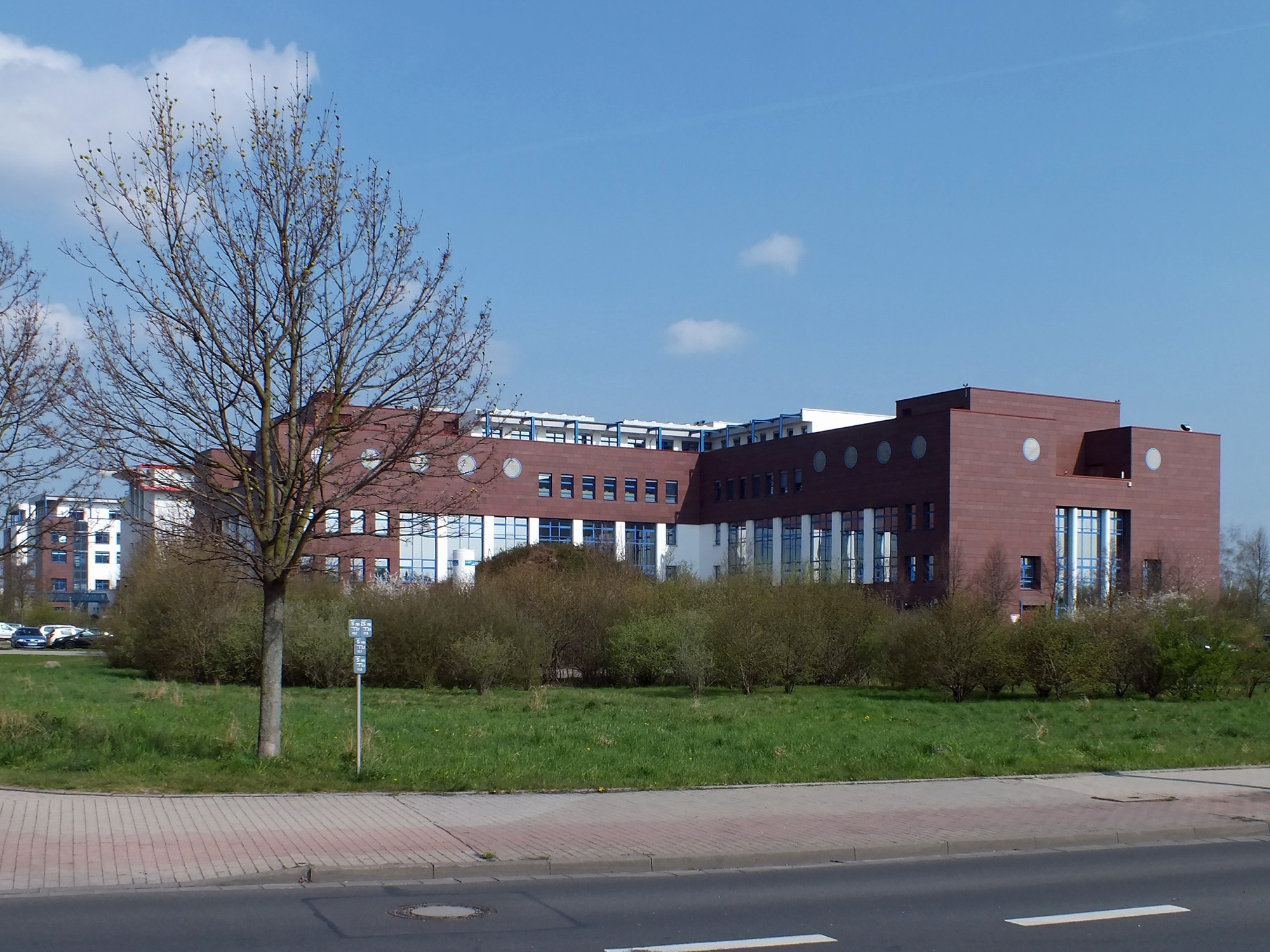
Das Herzzentrum von der Russenstraße aus

Das Herzzentrum Leipzig ist ein Fachkrankenhaus in Leipzig mit dem Versorgungsauftrag für Herzchirurgie, Kardiologie und Kinderkardiologie. Es wurde am 16. September 1994 an einem neu entstandenen Klinikstandort im Stadtteil Probstheida in Betrieb genommen und befindet sich seit der Eröffnung in privater Trägerschaft, zuerst durch die Rhön-Klinikum AG, ab 2014 durch die Helios Kliniken. Durch einen von Beginn an bestehenden Kooperationsvertrag mit dem Freistaat Sachsen und der Universität Leipzig besitzt das Herzzentrum den Status eines Universitätsklinikums, dessen Hochschullehrer Mitglieder der Medizinischen Fakultät der Universität Leipzig sind. Geschäftsführer ist seit 2021 Matthias Hirsekorn.
Das Herzzentrum Leipzig ist mit 440 stationären und 10 tagesklinischen Betten eines der größten Herzzentren der Welt. Es knüpft an die Leipziger Geschichte an: Das Universitätsklinikum Leipzig gründete 1961 die erste Klinik für Herz- und Gefäßchirurgie in Europa. 1999 wurde der weltweit erste Roboter-Operationstrakt in Betrieb genommen. Dem Leipziger Beispiel einer privaten Universitätsklinik folgten 2002 Dresden mit dem Herzzentrum Dresden (Eigentümer: Sana Kliniken) sowie 2006 Hessen mit einem kompletten Universitätsklinikum (Universitätsklinikum Gießen und Marburg, zu 95 % in den Händen der Rhön-Klinikum AG).
Das Herzzentrum befindet sich in räumlicher Nähe zum HELIOS Park-Klinikum Leipzig, einem Krankenhaus der Regelversorgung, und dem Medizinischen Versorgungszentrum Leipzig (mit zwei in der Stadt verteilten Außenstellen).
2014 erhielten die Helios-Kliniken vom Bundeskartellamt die Zustimmung zum Erwerb des Herzzentrums sowie des Park-Krankenhauses (nun HELIOS Park-Klinikum Leipzig) und des Leipziger MVZ von Rhön, nachdem sie zwei ihrer Kliniken in der Leipziger Region (in Borna und Zwenkau) veräußert hat.

## Kliniken und Abteilungen
Das Herzzentrum Leipzig ist in drei Kliniken und vier medizinischen Abteilungen organisiert.
- Klinik für Herzchirurgie
- Klinik für Innere Medizin/Kardiologie
- Klinik für Kinderkardiologie
- Abteilung für Rhythmologie
- Abteilung für Diagnostische und Inventionelle Radiologie
- Abteilung für Anästhesiologie und Intensivmedizin
- Abteilung für Strukturelle Herzerkrankungen

Daneben existieren noch die folgenden interdisziplinären Zentren:
- EMAH-Zentrum (Ambulanz für Erwachsene mit angeborenen Herzfehlern)
- Medizinische Versorgungszentren Meißen und Leipzig
- Leipzig Heart Institute (zuständig für Forschungsprojekte)

## Forschung
Internationale Forschung und Lehre gehören zur festen Struktur am Herzzentrum Leipzig. Die Schwerpunkte der kardiovaskulären Forschung an der Universitätsklinik für Herzchirurgie, der Universitätsklinik für Kardiologie – HELIOS Stiftungsprofessur und der Universitätsklinik für Kinderkardiologie des Herzzentrum Leipzig reichen von der Grundlagenwissenschaft über vorklinische Studien bis zur Durchführung von klinischen Studien, Registern und Kohorten, an denen nationale und internationale Einrichtungen und Spezialisten teilnehmen.
Die enge Zusammenarbeit des Forschungszentrums mit den Kliniken und Abteilungen des Herzzentrums bilden die Grundlage für eine zügige Übertragung der Resultate in den Klinikalltag. Der Forschungsbereich beschäftigt derzeit circa 40 Mitarbeiterinnen und Mitarbeiter, die – in Zusammenarbeit mit dem Klinikpersonal – für die Betreuung verschiedener Forschungsaufträge verantwortlich sind. Auf einer Gesamtfläche von circa 800 m² stehen neben diversen Labor- und Auswertungsräumen auch zwei voll ausgestattete Operationssäle zur Verfügung. Einer der beiden beherbergt einen hochmodernen Operationsroboter.
2015 wurde das „Leipzig Heart Institute“ (LHI) gegründet. Das LHI ist eine eigenständige Gesellschaft, die jeweils zur Hälfte vom Herzzentrum Leipzig und den HELIOS Kliniken getragen wird. Das LHI führt in enger Zusammenarbeit mit dem Herzzentrum Leipzig Forschungsprojekte im Bereich der Herzkreislaufmedizin durch. Schwerpunktmäßig werden neue Therapieverfahren in der Kardiovaskularchirurgie, interventionellen Kardiologie und Elektrophysiologie in enger und uneingeschränkter Kooperation mit industriellen Partnern entwickelt und in die klinische Anwendung gebracht. Die Leitung des Instituts hat Gerhard Hindricks inne, Ärztlicher Direktor des Herzzentrums Leipzig und Leitender Arzt der Abteilung Rhythmologie.
Darüber hinaus hat das LHI mit Blick auf das Thema „Gesundheit 4.0“ eine Geschäftseinheit für digitale Innovationen im Gesundheitswesen geschaffen. Dieses „Leipzig Heart Digital“ wird geleitet von Andreas Bollmann. Schwerpunkte im digitalen Bereich sind die Automatisierung und Digitalisierung von Behandlungsprozessen, die Analyse von Big Data, die Anwendung von Maschinellem Lernen und Prädiktionsmodellen auf Grundlage von Künstlicher Intelligenz für Risikopatienten sowie die Beratung bei der Entwicklung und Bewertung neuer Technologien wie Apps oder Geräten.

## Varia
Die Geschäftsführung der Wohnungsgesellschaft Meyer’sche Häuser hatte geplant, zu gegebener Zeit in Leipzig eine weitere Siedlung zu errichten, und dafür vorsorglich frühzeitig in Probstheida reichlich Land gekauft. Dieses Land wurde 1991 auf Drängen der Stadt Leipzig „unter Marktwert“ (Zitat: Dieter Pommer, Mitglied im Stiftungsrat, 26. Mai 2020) an das Rhön-Klinikum verkauft, das dort das Herzzentrum Leipzig (inzwischen zu den Helios Kliniken gehörend) errichtete.